# Isle of Man Steam Packet Company
L'Isle of Man Steam Packet Company (abbreviata IoMSPCo.) (in mannese: Sheshaght Phaggad Bree Ellan Vannin) è una compagnia di traghetti con sede a Douglas sull'Isola di Man. La compagnia collega Douglas sull'Isola di Man con i porti di Birkenhead, Heysham e Liverpool in Gran Bretagna, Belfast in Irlanda del Nord e Dublino in Irlanda attraverso diversi servizi di linea passeggeri e merci. L'Isle of Man Steam Packet Company è di straordinaria importanza storica come la più antica compagnia di navigazione passeggeri ininterrottamente operativa al mondo. Dal 2018 è di proprietà del Governo dell'Isola di Man.

## Storia
L'Isola di Man ricevette per la prima volta collegamenti regolari in traghetto con la terraferma nel 1767. L'odierna compagnia di navigazione Isle of Man Steam Packet Company fu fondata il 30 giugno 1830 con il nome di Mona's Isle Company (dal nome della prima nave della compagnia di navigazione) per competere con le compagnie di traghetti esistenti, in particolare la St. George Steam Packet Company di Liverpool. Il servizio di traghetti è continuato fino ad oggi. Nel 2005, la banca di investimento australiana Gruppo Macquarie ha acquisito l'Isle of Man Steam Packet Company per circa £ 225 milioni.

## Servizi attuali
La Steam Packet Company gestisce servizi tra:
- Douglas - Heysham (servizio tutto l'anno)
- Douglas - Liverpool (servizio stagionale - da marzo a novembre)
- Douglas - Belfast (servizio stagionale - da aprile a settembre e Natale)
- Douglas - Dublino (servizio stagionale - da aprile a settembre)

## Flotta
- Ben-My-Chree (traghetto per auto)
- Manxman (traghetto per auto)
- Manannan (catamarano)

Inoltre, vengono mantenute le navi charter.